# Vlad Mugur
Vlad Mugur (* 22. Juni 1927 in Bukarest; † 22. Juli 2001 in München) war ein rumänisch-deutscher Theaterschauspieler, -regisseur und -intendant.

## Leben
Nach dem Krieg arbeitete er ab 1947 als Schauspieler. 1949 schloss er seine Ausbildung am Bukarester Theater-Institut ab. 1965 wurde er Direktor am Nationaltheater in Klausenburg. Um nicht von der Kommunistischen Partei Rumäniens vereinnahmt zu werden, floh er 1971 nach Italien. Dann siedelte er nach München über, wo er für Radio Free Europe arbeitete. Später war er auch in Koblenz, Konstanz, Hannover, Esslingen und Münster beschäftigt. Er war mit der Schauspielerin Magda Stief verheiratet. Nach ihm ist der Vlad-Mugur-Preis des ungarischen Theaters in Klausenburg benannt worden.